# Lill-Djuptjärnen (Bräcke socken, Jämtland)
Lill-Djuptjärnen är en sjö i Bräcke kommun i Jämtland och ingår i Ljungans huvudavrinningsområde.